# Мост на интеграцията (Бразилия – Перу)
Мостът на интеграцията между Бразилия и Перу (на испански: Puente de la Integración Brasil-Perú или Puente de la Integración de Acre, на португалски: Ponte da Integração Brasil–Peru или Ponte Iñapari-Assis) е вантов мост, който пресича река Рио Акре на мястото, през което минава международната граница между Перу и Бразилия. Мостът е част от магистрала BR-317 и свързва перуанския град Иняпари с бразилския град Асис Бразил в щата Акри. Мостът е близо и до боливийския град Болпебра.
Мостът на интеграцията е с четири пътни ленти (по две във всяка посока). Открит е през 2006 г., а общата му стойност възлиза на 23,9 милиона R$. 